# 小星燈魚
小星灯鱼（学名：Gonichthys tenuiculus）为輻鰭魚綱燈籠魚目灯笼鱼科的其中一種，分布於東太平洋海域，屬深海魚類，棲息深度0-1000公尺，體長可達5公分。